# Казаледжо-Боїро
Казаледжо-Боїро (італ. Casaleggio Boiro, п'єм. Casalegio) — муніципалітет в Італії, у регіоні П'ємонт,  провінція Алессандрія.
Казаледжо-Боїро розташоване на відстані близько 430 км на північний захід від Рима, 95 км на південний схід від Турина, 33 км на південь від Алессандрії.
Населення — 381 особа (2014).
Щорічний фестиваль відбувається 16 липня. Покровитель — Madonna del Carmine.

## Демографія
Населення за роками:

Станом на 1 січня 2023 року в муніципалітеті офіційно проживало 12 іноземців з 6 країн, серед них 2 громадяни країн Євросоюзу.

## Сусідні муніципалітети
- Бозіо
- Лерма
- Монтальдео
- Морнезе
- Тальйоло-Монферрато